# Oud België
Oud België is een fictiereeks van Indra Siera naar een scenario van Peter Van den Begin en Stany Crets. Oorspronkelijk was ook de montage als langspeelfilm voorzien.
Oud België is gebaseerd op en vernoemd naar het vroeger werkelijk bestaande revuetheater (Oud België, vaak Ancienne Belgique (AB) genoemd) in Antwerpen. Het verhaal is grotendeels gebaseerd op de herinneringen van Peter Van den Begin, maar verder zijn alle feiten, personen en gebeurtenissen fictief.
De film zou in 2009 in première gaan, maar 19 augustus van dat jaar werden de plannen geschrapt. De zesdelige fictiereeks werd vanaf januari 2010 uitgezonden op de televisiezender Eén.
Op 25 februari 2011 werd Peter Van den Begin voor zijn rol in Oud België bekroond met een Vlaamse Televisiester.

## Verhaal
Eind jaren 70. Marcel en Willy zijn de beste maten. Ze spelen samen in het revuetheather Ancienne Belgique sketches. Door de lage opkomst en door een tekort aan geld blijft Directeur Leonard de spelers uit zijn zak betalen. Wanneer schepen Meulemans ook zijn subsidies afneemt en probeert Oud België op te doeken, begint het gevecht tegen de sluiting.
Willy is getrouwd met José. Samen hebben ze één zoon van 9 jaar: Eddy. Samen hebben ze een bloemenwinkel die op sterven na dood is.
Marcel is single. Hij had tot voor kort een relatie met Lucienne, maar deze liep op klippen. Hij kan zich niet binden en is gokverslaafd. Hij geeft veel geld uit, drinkt en raakt uiteindelijk in de schulden.
Leonard Junior werkt voor televisie en probeert zijn vader te overtuigen om te sluiten. Later neemt hij ook Marcel aan bij de televisie. Leonard blijft koppig doorgaan met alle gevolgen van dien. Zijn vrouw Lisette wil scheiden omdat hij het appartement wil verkopen.
Later proberen Leonard en zijn zoon een alternatief te vinden om de Ancienne Belgique open te houden.
Germaine is de souffleuse van de Ancienne Belgique. Ze is het geheugensteuntje van Willy en Marcel en ontfermt zich vaak over Eddy. Als ze ontdekt dat ze ernstig ziek is, grijpt ze in. Met het foefje dat ze naar Het Zwarte Woud vertrekt, gaat ze onder het mes. Later sterft ze toch.
Jack is de regisseur van Oud België en de opwarmer van de shows. Hij kan Marcel en Willy niet luchten en er ontstaan soms ruzies. Wanneer Willy regisseur wordt, neemt hij wraak.
Op het einde krijgt Leonard een hartaanval.
Wegens de brandveiligheid moet Oud België worden gesloten. Net voor dat Leonard sterft, verkoopt hij de grond aan Meulemans.
Willy en Marcel gaan samen voor tv werken.
Lucienne is zwanger van Marcel. Op het einde ontfermt hij zich toch over zijn gezin (Anna is ook zijn dochter).

## Rolbezetting
| Acteur                  | Personage                         |
| ----------------------- | --------------------------------- |
| Peter Van den Begin     | Marcel                            |
| Stany Crets             | Willy Van Den Begin               |
| Els Dottermans          | José                              |
| Ben Van den Heuvel      | Eddy Van Den Begin                |
| Arnold Willems          | † Arthur Leonard                  |
| Geert Van Rampelberg    | Arthur Leonard Junior             |
| Frieda Pittoors         | Lisette Leonard                   |
| Kristine Van Pellicom   | Lucienne                          |
| Charlotte Dommershausen | Anna                              |
| Viviane De Muynck       | † Germaine                        |
| Warre Borgmans          | Jack                              |
| Jasmine Sendar          | Marielis                          |
| Aida Mussach            | Julie                             |
| Bob Snijers             | Herman                            |
| Peter Van De Velde      | Mario Bonanza                     |
| Eva Van Der Gucht       | Alice                             |
| Johan Van Assche        | Burgemeester Robert               |
| Hilde Van Haesendonck   | Yvonne Meulemans                  |
| Robby Cleiren           | Geert Lindekens                   |
| Ludo Busschots          | René Michaux                      |
| Dorothy Wuyts           | Angèle                            |
| Victor Peeters          | Kelner                            |
| Herman Boets            | Verantwoordelijke brandveiligheid |
| Tom Dewispelaere        | Voice over                        |
| Jos Geens               | Garagist Staf                     |
| Jos Verbist             | Roland                            |
| Norman Baert            | Pol                               |
| Julienne De Bruyn       | Eigenares Pand                    |

## Afleveringen
| Nr | Eerste uitzending | Regie       | Scenario                        | Live-kijkcijfers |
| -- | ----------------- | ----------- | ------------------------------- | ---------------- |
| 1  | 3 januari 2010    | Indra Siera | Peter Van den Begin/Stany Crets | 1.535.690        |
| 2  | 10 januari 2010   | Indra Siera | Peter Van den Begin/Stany Crets | 1.303.477        |
| 3  | 17 januari 2010   | Indra Siera | Peter Van den Begin/Stany Crets | 1.241.659        |
| 4  | 24 januari 2010   | Indra Siera | Peter Van den Begin/Stany Crets | 1.153.936        |
| 5  | 31 januari 2010   | Indra Siera | Peter Van den Begin/Stany Crets | 1.202.249        |
| 6  | 7 februari 2010   | Indra Siera | Peter Van den Begin/Stany Crets | 1.221.000        |

Gemiddeld kijkcijfers: 1.276.335 kijkers